# 深海蟹科
深海蟹科（Hypothalassiidae）是短尾下目（螃蟹）酉婦蟹總科旗下的一個科。原來被歸為扇蟹總科，深海蟹科只包含深海蟹屬一個仍存在的屬，以及一個只餘下化石的Lathahypossia屬。

## 分類
以下為深海蟹科旗下的兩個屬：
- 深海蟹屬Hypothalassia Gistel, 1848
- †Lathahypossia Schweitzer, Artal, Van Bakel, Jagt & Karasawa, 2007[1]

## 外部連結
- Template:TPDB
- 深海蟹科在NCBI的頁面連結